# Bahnstrecke Les Aubrais-Orléans–Montauban-Ville-Bourbon
| Das 571 m lange Viaduc de la Borrèze in Souillac |                      | | |
| Streckennummer (SNCF): | 590 000              | | |
| Kursbuchstrecke (SNCF): | 21-30                | | |
| Streckenlänge: | 544 km               | | |
| Spurweite: | 1435 mm (Normalspur) | | |
| Stromsystem: | 1,5 kV =             | | |
| Maximale Neigung: | 10,5 ‰               | | |
| Streckengeschwindigkeit: | 110–200 km/h         | | |
| Zweigleisigkeit: | ja                   | | |
| |                      | | |
| \| \| \| Bahnstrecke Paris–Bordeaux von Paris-Austerlitz \| \| \| \| \| \| \| \| \| \| Bahnstrecke Les Aubrais-Orléans–Malesherbes von Pithiviers und Bahnstrecke Les Aubrais-Orléans–Montargis von Montargis \| \| \| \| \| \| \| \| \| 118,9 \| Les Aubrais-Orléans \| 118 m \| \| \| \| Bahnstrecke Paris–Bordeaux nach Bordeaux über Tours \| \| \| \| 120,4 \| \| \| \| \| 121,1 \| Orléans \| 115 m \| \| \| 122,7 \| Bahnstrecke Orléans–Gien nach Gien \| Bahnstrecke Orléans–Gien nach Gien \| \| \| 124,3 \| Pont de Vierzon (Loire) (460 m) \| Pont de Vierzon (Loire) (460 m) \| \| \| 128,1 \| Dhuy (56 m) \| Dhuy (56 m) \| \| \| 133,1 \| Saint-Cyr-en-Val-La Source \| 112 m \| \| \| 144,1 \| La Ferté-Saint-Aubin \| 106 m \| \| \| ~151,2 \| Département Loiret / Loir-et-Cher \| Département Loiret / Loir-et-Cher \| \| \| 153,0 \| Vouzon \| 128 m \| \| \| 159,4 \| Beuvron (21 m) \| Beuvron (21 m) \| \| \| 159,9 \| Lamotte-Beuvron \| 115 m \| \| \| 166,6 \| Nouan-le-Fuzelier \| 113 m \| \| \| 178,4 \| Sauldre (35 m) \| Sauldre (35 m) \| \| \| 178,7 \| Salbris \| 107 m \| \| \| 179,8 \| Chemin de fer du Blanc-Argent nach Romorantin und Argent \| Chemin de fer du Blanc-Argent nach Romorantin und Argent \| \| \| 183,2 \| A 71 \| A 71 \| \| \| 188,2 \| Rère (17 m) \| Rère (17 m) \| \| \| 1910. \| Theillay \| 125 m \| \| \| 193,7 \| A 85 \| A 85 \| \| \| ~194,5 \| Département Loir-et-Cher / Cher \| Département Loir-et-Cher / Cher \| \| \| 194,5 \| Tunnel de l’Alouette (1237 m) \| Tunnel de l’Alouette (1237 m) \| \| \| 199,0 \| A 20 \| A 20 \| \| \| 200,8 \| Bahnstrecke Vierzon–Saint-Pierre-des-Corps von St-Pierre-d-C. \| Bahnstrecke Vierzon–Saint-Pierre-des-Corps von St-Pierre-d-C. \| \| \| 201,1 \| Vierzon-Ville \| 122 m \| \| \| 202,1 \| Tunnel de la Porte aux Bœufs (222 m) \| Tunnel de la Porte aux Bœufs (222 m) \| \| \| ~203,6 \| N 76 \| N 76 \| \| \| 203,8 \| Yèvre (13 m) \| Yèvre (13 m) \| \| \| 204,0 \| Grand bras de l’Yèvre (33 m) \| Grand bras de l’Yèvre (33 m) \| \| \| 204,2 \| Canal de Berry (7 m) \| Canal de Berry (7 m) \| \| \| 204,7 \| Vierzon-Forges \| 105 m \| \| \| \| Bahnstrecke Vierzon–Saincaize nach Bourges \| \| \| \| 206,4 \| Cher (93 m) \| Cher (93 m) \| \| \| 214,3 \| Arnon (36 m) \| Arnon (36 m) \| \| \| 216,1 \| Chéry-Lury \| 109 m \| \| \| ~217,9 \| Département Cher / Indre \| Département Cher / Indre \| \| \| 220,3 \| Reuilly (Indre) \| 114 m \| \| \| 221,9 \| Théols (2× 18 m) \| Théols (2× 18 m) \| \| \| 225,3 \| Diou (Indre) \| 118 m \| \| \| 227,0 \| Théols (2× 27 m) \| Théols (2× 27 m) \| \| \| 230,1 \| Sainte-Lizaigne \| 122 m \| \| \| \| Bahnstrecke Saint-Florent-sur-Cher–Issoudun v. St-Florent-sur-Cher \| \| \| \| 237,0 \| Issoudun \| 128 m \| \| \| 249,2 \| Neuvy-Pailloux \| 154 m \| \| \| 255,6 \| Montierchaume \| 162 m \| \| \| 258,7 \| Déols \| 152 m \| \| \| 261,5 \| Indre (3×) \| Indre (3×) \| \| \| 263,3 \| Bahnstrecke Châteauroux–La Ville-Gozet von La Châtre \| Bahnstrecke Châteauroux–La Ville-Gozet von La Châtre \| \| \| 264,1 \| Châteauroux \| 154 m \| \| \| 265,8 \| Bahnstrecke Joué-lès-Tours–Châteauroux nach Tours \| Bahnstrecke Joué-lès-Tours–Châteauroux nach Tours \| \| \| 270,0 \| A 20 \| A 20 \| \| \| 276,3 \| Luant \| 151 m \| \| \| 281,2 \| Lothiers \| 149 m \| \| \| 288,1 \| Tunnel des Roches (1005 m) \| Tunnel des Roches (1005 m) \| \| \| 289,4 \| Bouzanne (244 m) \| Bouzanne (244 m) \| \| \| 290,2 \| Chabenet \| 137 m \| \| \| 292,6 \| Bahnstrecke Port-de-Piles–Argenton-sur-Creuse von Le Blanc \| Bahnstrecke Port-de-Piles–Argenton-sur-Creuse von Le Blanc \| \| \| 293,1 \| A 20 (28 m) \| A 20 (28 m) \| \| \| 295,1 \| Argenton-sur-Creuse \| 110 m \| \| \| 295,1 \| Bahnstrecke Argenton-sur-Creuse–La Chaussée nach La Châtre \| Bahnstrecke Argenton-sur-Creuse–La Chaussée nach La Châtre \| \| \| 296,1 \| Creuse (90 m) \| Creuse (90 m) \| \| \| 304,5 \| A 20 \| A 20 \| \| \| 305,4 \| Celon \| 206 m \| \| \| 307,1 \| A 20 \| A 20 \| \| \| 316,4 \| Éguzon \| 284 m \| \| \| \| \| \| \| \| ~322,1 \| Département Indre / Creuse (3× auf 1500 m) Region Centre-Val de Loire / Nouvelle-Aquitaine \| Département Indre / Creuse (3× auf 1500 m) Region Centre-Val de Loire / Nouvelle-Aquitaine \| \| \| \| \| \| \| \| 323,0 \| Saint-Sébastien \| 323 m \| \| \| 323,3 \| Bahnstrecke Saint-Sébastien–Guéret nach Guéret \| Bahnstrecke Saint-Sébastien–Guéret nach Guéret \| \| \| 330,3 \| Forgevieille \| 363 m \| \| \| 342,1 \| La Souterraine \| 368 m \| \| \| 344,0 \| Tunnel de la Jéraphie (704 m) \| Tunnel de la Jéraphie (704 m) \| \| \| ~351,1 \| Département Creuse / Haute-Vienne (3× auf 960 m) \| Département Creuse / Haute-Vienne (3× auf 960 m) \| \| \| 351,6 \| Fromental \| 344 m \| \| \| 358,5 \| Bahnstrecke Mignaloux-Nouaillé–Bersac von Mignaloux-Nouaillé \| Bahnstrecke Mignaloux-Nouaillé–Bersac von Mignaloux-Nouaillé \| \| \| 359,0 \| Gartempe (Viaduc de Rocherolles, 180 m) \| Gartempe (Viaduc de Rocherolles, 180 m) \| \| \| 362,2 \| Bersac \| 364 m \| \| \| 365,4 \| Tunnel de Combeau (236 m) \| Tunnel de Combeau (236 m) \| \| \| 368,1 \| Saint-Sulpice-Laurière \| 396 m \| \| \| \| Bahnstrecke Montluçon–Saint-Sulpice-Laurière nach Montluçon \| \| \| \| 369,3 \| Tunnel de Saint-Sulpice ou de Laurière (796 m) \| Tunnel de Saint-Sulpice ou de Laurière (796 m) \| \| \| 375,6 \| La Jonchère \| 411 m \| \| \| 383,3 \| Ambazac \| 381 m \| \| \| 385,4 \| Tunnel de Nouaillas 1 (78 m) \| Tunnel de Nouaillas 1 (78 m) \| \| \| 385,9 \| Tunnel de Nouaillas 2 (88 m) \| Tunnel de Nouaillas 2 (88 m) \| \| \| 389,3 \| Les Bardys \| 333 m \| \| \| \| Bahnstrecke Le Palais–Eygurande-Merlines von Meymac \| \| \| \| 392,7 \| Le Palais \| 300 m \| \| \| 394,7 \| Viaduc du Palais (152 m) \| Viaduc du Palais (152 m) \| \| \| 39x0. \| geplante LGV Poitiers–Limoges, Abzw. LGV du Palais von Poitiers \| geplante LGV Poitiers–Limoges, Abzw. LGV du Palais von Poitiers \| \| \| 398,2 \| Limoges-Puy-Imbert \| 267 m \| \| \| 399,6 \| (Gewölbte Galerien, 52 m) \| (Gewölbte Galerien, 52 m) \| \| \| 400,1 \| A 20 \| A 20 \| \| \| \| \| \| \| \| 400,7 \| Bahnstrecke Le Dorat–Limoges-Bénédictins von Le Dorat u. Bahnstrecke Limoges-Bénédictins–Angoulême n. Angoulême \| Bahnstrecke Le Dorat–Limoges-Bénédictins von Le Dorat u. Bahnstrecke Limoges-Bénédictins–Angoulême n. Angoulême \| \| \| \| \| \| \| \| 401,2 \| Limoges-Bénédictins \| 251 m \| \| \| 401,6 \| Tunnel des Bénédictins (1024 m) \| Tunnel des Bénédictins (1024 m) \| \| \| 402,7 \| Bahnstrecke Limoges-Bénédictins–Périgueux nach Périgueux \| Bahnstrecke Limoges-Bénédictins–Périgueux nach Périgueux \| \| \| 403,4 \| Vienne (423 m) \| Vienne (423 m) \| \| \| 404,9 \| Valoine (114 m) \| Valoine (114 m) \| \| \| 409,1 \| Tunnel de Pouzol (880 m) \| Tunnel de Pouzol (880 m) \| \| \| 412,9 \| Solignac – Le Vigen \| 280 m \| \| \| 413,4 \| Viaduc du Vigen (211 m) \| Viaduc du Vigen (211 m) \| \| \| 415,8 \| Tunnel de Gilardeix (314 m) \| Tunnel de Gilardeix (314 m) \| \| \| 417,9 \| Roselle (73 m) \| Roselle (73 m) \| \| \| 421,7 \| Pierre-Buffière \| 275 m \| \| \| 422,5 \| Briance (211 m) \| Briance (211 m) \| \| \| 423,3 \| A 20 \| A 20 \| \| \| 427,7 \| Glanges \| 333 m \| \| \| 433,4 \| Magnac – Vicq \| 386 m \| \| \| 436,3 \| Petite Briance (284 m) \| Petite Briance (284 m) \| \| \| 437,2 \| Saint-Germain-les-Belles \| 378 m \| \| \| 443,5 \| La Porcherie \| 433 m \| \| \| ~351,1 \| Département Haute-Vienne / Corrèze \| Département Haute-Vienne / Corrèze \| \| \| 448,1 \| Masseret \| 411 m \| \| \| 452,4 \| Salon-la-Tour \| 384 m \| \| \| 459,8 \| Uzerche \| 322 m \| \| \| \| Chemin de fer du PO-Corrèze (POC) nach Tulle \| \| \| \| 461,5 \| Bradascou (2× 101 m) \| Bradascou (2× 101 m) \| \| \| 463,7 \| Vézère (Viaduc du Gour Noir, 115 m) \| Vézère (Viaduc du Gour Noir, 115 m) \| \| \| 464,8 \| A 20 \| A 20 \| \| \| 467,3 \| Tunnel de Vigeois (366 m) \| Tunnel de Vigeois (366 m) \| \| \| 468,2 \| Vigeois \| 269 m \| \| \| 470,0 \| Tunnel de Viallevaleix (552 m) \| Tunnel de Viallevaleix (552 m) \| \| \| 470,6 \| Brézou (31 m) \| Brézou (31 m) \| \| \| 470,8 \| Tunnel du Grand Bleygeat (675 m) \| Tunnel du Grand Bleygeat (675 m) \| \| \| 470,9 \| Tunnel de Graterogne (238 m) \| Tunnel de Graterogne (238 m) \| \| \| 471,5 \| Tunnel du Petit Bleygeat (169 m) \| Tunnel du Petit Bleygeat (169 m) \| \| \| 473,6 \| Tunnel de Theil 1 (127 m) \| Tunnel de Theil 1 (127 m) \| \| \| 473,8 \| Tunnel de Theil 2 (94 m) \| Tunnel de Theil 2 (94 m) \| \| \| 474,5 \| Tunnel de Cabirol (314 m) \| Tunnel de Cabirol (314 m) \| \| \| 475,0 \| Tunnel de Comborn (658 m) \| Tunnel de Comborn (658 m) \| \| \| 476,4 \| Estivaux \| 201 m \| \| \| 476,8 \| Tunnel de Freyssinet (416 m) \| Tunnel de Freyssinet (416 m) \| \| \| 477,7 \| Vézère (45 m) \| Vézère (45 m) \| \| \| 478,0 \| Tunnel de Biard (426 m) \| Tunnel de Biard (426 m) \| \| \| 478,9 \| Tunnel du Pouch (157 m) \| Tunnel du Pouch (157 m) \| \| \| 479,1 \| Vézère (48 m) \| Vézère (48 m) \| \| \| 480,0 \| Tunnel de Saillant (197 m) \| Tunnel de Saillant (197 m) \| \| \| 483,5 \| Allassac \| 160 m \| \| \| 487,0 \| Clan (153 m) \| Clan (153 m) \| \| \| 488,2 \| Donzenac \| 148 m \| \| \| 491,6 \| Maumont (34 m) \| Maumont (34 m) \| \| \| 492,1 \| A 20 \| A 20 \| \| \| 492,9 \| Ussac \| 110 m \| \| \| 496,0 \| Corrèze (47 m) \| Corrèze (47 m) \| \| \| 498,5 \| Bahnstrecke Nexon–Brive-la-Gaillarde von Nexon \| Bahnstrecke Nexon–Brive-la-Gaillarde von Nexon \| \| \| 498,6 \| Bahnstrecke Coutras–Tulle von Périgueux \| Bahnstrecke Coutras–Tulle von Périgueux \| \| \| 500,0 \| Brive-la-Gaillarde \| 143 m \| \| \| 500,3 \| Bahnstrecke Coutras–Tulle nach Tulle \| Bahnstrecke Coutras–Tulle nach Tulle \| \| \| 500,4 \| Bahnstrecke Brive-la-Gaillarde–Toulouse-Matabiau nach Capdenac \| Bahnstrecke Brive-la-Gaillarde–Toulouse-Matabiau nach Capdenac \| \| \| 501,0 \| Tunnel de Saint-Antoine (1097 m) \| Tunnel de Saint-Antoine (1097 m) \| \| \| 503,0 \| Tunnel du Planchetorte (266 m) \| Tunnel du Planchetorte (266 m) \| \| \| 503,7 \| Viaduc de Ligniroux (93 m) \| Viaduc de Ligniroux (93 m) \| \| \| 504,8 \| Viaduc de Lamouroux (102 m) \| Viaduc de Lamouroux (102 m) \| \| \| 506,1 \| Tunnel de Noailles (852 m) \| Tunnel de Noailles (852 m) \| \| \| 506,8 \| A 20 \| A 20 \| \| \| 507,9 \| Noailles \| 201 m \| \| \| 510,8 \| Tunnel de Fontille (202 m) \| Tunnel de Fontille (202 m) \| \| \| 512,9 \| Chasteaux \| 246 m \| \| \| 513,2 \| Tunnel de Murel (196 m) \| Tunnel de Murel (196 m) \| \| \| \| \| \| \| \| ~519,2 \| Département Corrèze / Lot Region Nouvelle-Aquitaine / Okzitanien \| Département Corrèze / Lot Region Nouvelle-Aquitaine / Okzitanien \| \| \| \| \| \| \| \| 520,0 \| Gignac – Cressensac \| 292 m \| \| \| 523,8 \| Tunnel de Montagnac (105 m) \| Tunnel de Montagnac (105 m) \| \| \| 526,0 \| Tunnel des Perriers (417 m) \| Tunnel des Perriers (417 m) \| \| \| 529,9 \| Tunnel de Touron (99 m) \| Tunnel de Touron (99 m) \| \| \| 530,9 \| Viaduc du Boulet (476 m) \| Viaduc du Boulet (476 m) \| \| \| 531,8 \| Tunnel du Boulet (417 m) \| Tunnel du Boulet (417 m) \| \| \| 532,4 \| Tunnel de la Forge (291 m) \| Tunnel de la Forge (291 m) \| \| \| 533,3 \| Viaduc du Sorbier (114 m) \| Viaduc du Sorbier (114 m) \| \| \| 535,0 \| Viaduc de Lamothe (Blagour) (573 m) \| Viaduc de Lamothe (Blagour) (573 m) \| \| \| 536,3 \| Bahnstrecke Souillac–Viescamp-sous-Jallès v. St-Denis-près-Martel \| Bahnstrecke Souillac–Viescamp-sous-Jallès v. St-Denis-près-Martel \| \| \| 536,8 \| Viaduc de la Borrèze (571 m) \| Viaduc de la Borrèze (571 m) \| \| \| 537,0 \| Souillac \| 126 m \| \| \| 537,8 \| Viaduc de Présignac (150 m) \| Viaduc de Présignac (150 m) \| \| \| 538,4 \| Viaduc des Marjaudes (225 m) \| Viaduc des Marjaudes (225 m) \| \| \| ~540,1 \| Département Lot / Dordogne \| Département Lot / Dordogne \| \| \| 540,4 \| Tunnel du Pas-de-Raysse (280 m) \| Tunnel du Pas-de-Raysse (280 m) \| \| \| 541,7 \| Cazoulès \| 101 m \| \| \| 542,3 \| Bahnstrecke Siorac-en-Périgord–Cazoulès nach Sarlat \| Bahnstrecke Siorac-en-Périgord–Cazoulès nach Sarlat \| \| \| 543,5 \| Dordogne (200 m) \| Dordogne (200 m) \| \| \| 543,8 \| La Chapelle-de-Mareuil \| 98 m \| \| \| ~546,2 \| Département Dordogne / Lot \| Département Dordogne / Lot \| \| \| 548,5 \| Lamothe-Fénelon \| 144 m \| \| \| 551,2 \| Tunnel de la Tuilerie (637 m) \| Tunnel de la Tuilerie (637 m) \| \| \| 554,0 \| Anglars-Nozac \| 175 m \| \| \| 558,8 \| Bahnstrecke Carsac–Gourdon von Sarlat \| Bahnstrecke Carsac–Gourdon von Sarlat \| \| \| 559,4 \| Gourdon \| 210 m \| \| \| 559,7 \| Tunnel de Gourdon (129 m) \| Tunnel de Gourdon (129 m) \| \| \| 565,8 \| Saint-Clair \| 170 m \| \| \| 570,3 \| Tunnel de Marot (1036 m) \| Tunnel de Marot (1036 m) \| \| \| 571,8 \| Dégagnac \| 227 m \| \| \| 573,4 \| Tunnel de Cabannes (854 m) \| Tunnel de Cabannes (854 m) \| \| \| 576,7 \| Tunnel de Vayrières (417 m) \| Tunnel de Vayrières (417 m) \| \| \| 577,5 \| Thédirac – Peyrilles \| 278 m \| \| \| 579,6 \| Tunnel de Roques (1761 m) \| Tunnel de Roques (1761 m) \| \| \| 584,8 \| Viaduc de Saint-Denis (81 m) \| Viaduc de Saint-Denis (81 m) \| \| \| 585,2 \| Saint-Denis-Catus \| 210 m \| \| \| 585,3 \| Tunnel de Saint-Denis-Catus (710 m) \| Tunnel de Saint-Denis-Catus (710 m) \| \| \| 589,3 \| Viaduc de Calamane (310 m) \| Viaduc de Calamane (310 m) \| \| \| 591,6 \| Espère – Caillac \| 150 m \| \| \| 592,8 \| Tunnel de Mercues (295 m) \| Tunnel de Mercues (295 m) \| \| \| 593,3 \| Bahnstrecke Monsempron-Libos–Cahors von Monsempron \| Bahnstrecke Monsempron-Libos–Cahors von Monsempron \| \| \| 600,1 \| Cahors \| 120 m \| \| \| 601,1 \| Eisenbahnbrücke Cahors über den Lot (193 m) \| Eisenbahnbrücke Cahors über den Lot (193 m) \| \| \| 601,2 \| Bahnstrecke Cahors–Capdenac nach Capdenac \| Bahnstrecke Cahors–Capdenac nach Capdenac \| \| \| 602,4 \| Viaduc de Fontanet (238 m) \| Viaduc de Fontanet (238 m) \| \| \| 605,1 \| Sept-Ponts \| 166 m \| \| \| 605,3 \| Viaduc des Sept-Ponts (166 m) \| Viaduc des Sept-Ponts (166 m) \| \| \| 610,5 \| Tunnel de Pouzergues (866 m) \| Tunnel de Pouzergues (866 m) \| \| \| 613,0 \| Tunnel de Queyran (118 m) \| Tunnel de Queyran (118 m) \| \| \| 613,6 \| Cieurac \| 246 m \| \| \| 6160. \| A 20 \| A 20 \| \| \| 617,9 \| Lalbenque-Fontanes \| 240 m \| \| \| 619,4 \| A 20 (32 m) \| A 20 (32 m) \| \| \| ~625,2 \| Département Lot / Tarn-et-Garonne \| Département Lot / Tarn-et-Garonne \| \| \| 625,7 \| Montpezat-de-Quercy \| 209 m \| \| \| 627,3 \| Tunnel de Viandes (603 m) \| Tunnel de Viandes (603 m) \| \| \| 628,7 \| Viaduc de Malminot (164 m) \| Viaduc de Malminot (164 m) \| \| \| 635,1 \| Borredon \| 138 m \| \| \| 639,9 \| Lère (19 m) \| Lère (19 m) \| \| \| 640,0 \| Caussade \| 109 m \| \| \| 647,0 \| Réalville \| 96 m \| \| \| 650,4 \| Aveyron (77 m) \| Aveyron (77 m) \| \| \| 650,7 \| Albias \| 91 m \| \| \| 653,3 \| A 20 \| A 20 \| \| \| 655,9 \| Fonneuve \| 89 m \| \| \| 661,6 \| Bahnstrecke Lexos–Montauban-Ville-Bourbon von Lexos \| Bahnstrecke Lexos–Montauban-Ville-Bourbon von Lexos \| \| \| 662,7 \| Tarn (225 m) \| Tarn (225 m) \| \| \| \| Bahnstrecke Bordeaux–Sète von Bordeaux \| \| \| \| 663,4 205,9 \| Montauban-Ville-Bourbon \| 86 m \| \| \| \| Bahnstrecke Montauban-Ville-Bourbon–La Crémade nach St-Sulpice \| \| \| \| \| Bahnstrecke Bordeaux–Sète nach Toulouse-Matabiau \| \| |                      | | |
| |                      | Bahnstrecke Paris–Bordeaux von Paris-Austerlitz                                                                        | |
| |                      | | |
| Abzweig geradeaus und ehemals von links |                      | Bahnstrecke Les Aubrais-Orléans–Malesherbes von Pithiviers und Bahnstrecke Les Aubrais-Orléans–Montargis von Montargis | Bahnstrecke Les Aubrais-Orléans–Malesherbes von Pithiviers und Bahnstrecke Les Aubrais-Orléans–Montargis von Montargis |
| |                      | | |
| Bahnhof | 118,9                | Les Aubrais-Orléans | 118 m |
| Abzweig quer, von links und von rechts · Abzweig geradeaus und nach rechts |                      | Bahnstrecke Paris–Bordeaux nach Bordeaux über Tours                                                                    | Bahnstrecke Paris–Bordeaux nach Bordeaux über Tours                                                                    |
| Abzweig geradeaus und von links · Abzweig geradeaus und von rechts | 120,4                | | |
| Kopfbahnhof Streckenende · Strecke | 121,1                | Orléans | 115 m |
| | 122,7                | Bahnstrecke Orléans–Gien nach Gien                                                                                     | Bahnstrecke Orléans–Gien nach Gien                                                                                     |
| Brücke über Wasserlauf | 124,3                | Pont de Vierzon (Loire) (460 m)                                                                                        | Pont de Vierzon (Loire) (460 m)                                                                                        |
| Brücke über Wasserlauf | 128,1                | Dhuy (56 m) | Dhuy (56 m) |
| Bahnhof | 133,1                | Saint-Cyr-en-Val-La Source                                                                                             | 112 m |
| Bahnhof | 144,1                | La Ferté-Saint-Aubin                                                                                                   | 106 m |
| Grenze | ~151,2               | Département Loiret / Loir-et-Cher                                                                                      | Département Loiret / Loir-et-Cher                                                                                      |
| ehemaliger Bahnhof | 153,0                | Vouzon | 128 m |
| Brücke über Wasserlauf | 159,4                | Beuvron (21 m) | Beuvron (21 m) |
| Bahnhof | 159,9                | Lamotte-Beuvron | 115 m |
| Bahnhof | 166,6                | Nouan-le-Fuzelier | 113 m |
| Brücke über Wasserlauf | 178,4                | Sauldre (35 m) | Sauldre (35 m) |
| Bahnhof Streckenanfang | 178,7                | Salbris | 107 m |
| U-Bahn-Strecke quer · Kreuzung rechts und geradeaus unten · U-Bahn-Strecke quer | 179,8                | Chemin de fer du Blanc-Argent nach Romorantin und Argent                                                               | Chemin de fer du Blanc-Argent nach Romorantin und Argent                                                               |
| Strecke mit Straßenbrücke | 183,2                | A 71 | A 71 |
| Brücke über Wasserlauf | 188,2                | Rère (17 m) | Rère (17 m) |
| Bahnhof | 1910.                | Theillay | 125 m |
| Strecke mit Straßenbrücke | 193,7                | A 85 | A 85 |
| Grenze | ~194,5               | Département Loir-et-Cher / Cher                                                                                        | Département Loir-et-Cher / Cher                                                                                        |
| Tunnel | 194,5                | Tunnel de l’Alouette (1237 m)                                                                                          | Tunnel de l’Alouette (1237 m)                                                                                          |
| Brücke | 199,0                | A 20 | A 20 |
| Abzweig geradeaus und von rechts | 200,8                | Bahnstrecke Vierzon–Saint-Pierre-des-Corps von St-Pierre-d-C.                                                          | Bahnstrecke Vierzon–Saint-Pierre-des-Corps von St-Pierre-d-C.                                                          |
| Bahnhof | 201,1                | Vierzon-Ville | 122 m |
| Tunnel | 202,1                | Tunnel de la Porte aux Bœufs (222 m)                                                                                   | Tunnel de la Porte aux Bœufs (222 m)                                                                                   |
| Brücke | ~203,6               | N 76 | N 76 |
| Brücke über Wasserlauf | 203,8                | Yèvre (13 m) | Yèvre (13 m) |
| Brücke über Wasserlauf | 204,0                | Grand bras de l’Yèvre (33 m)                                                                                           | Grand bras de l’Yèvre (33 m)                                                                                           |
| Brücke über Wasserlauf | 204,2                | Canal de Berry (7 m)                                                                                                   | Canal de Berry (7 m)                                                                                                   |
| Bahnhof | 204,7                | Vierzon-Forges | 105 m |
| Abzweig geradeaus und nach links |                      | Bahnstrecke Vierzon–Saincaize nach Bourges                                                                             | Bahnstrecke Vierzon–Saincaize nach Bourges                                                                             |
| Brücke über Wasserlauf | 206,4                | Cher (93 m) | Cher (93 m) |
| Brücke über Wasserlauf | 214,3                | Arnon (36 m) | Arnon (36 m) |
| ehemaliger Bahnhof | 216,1                | Chéry-Lury | 109 m |
| Grenze | ~217,9               | Département Cher / Indre                                                                                               | Département Cher / Indre                                                                                               |
| Haltepunkt / Haltestelle | 220,3                | Reuilly (Indre) | 114 m |
| Brücke über Wasserlauf | 221,9                | Théols (2× 18 m) | Théols (2× 18 m) |
| ehemaliger Haltepunkt / Haltestelle | 225,3                | Diou (Indre) | 118 m |
| Brücke über Wasserlauf | 227,0                | Théols (2× 27 m) | Théols (2× 27 m) |
| Haltepunkt / Haltestelle | 230,1                | Sainte-Lizaigne | 122 m |
| Abzweig geradeaus und ehemals von links |                      | Bahnstrecke Saint-Florent-sur-Cher–Issoudun v. St-Florent-sur-Cher                                                     | Bahnstrecke Saint-Florent-sur-Cher–Issoudun v. St-Florent-sur-Cher                                                     |
| Bahnhof | 237,0                | Issoudun | 128 m |
| Haltepunkt / Haltestelle | 249,2                | Neuvy-Pailloux | 154 m |
| Dienststation / Betriebs- oder Güterbahnhof | 255,6                | Montierchaume | 162 m |
| ehemaliger Bahnhof | 258,7                | Déols | 152 m |
| Brücke über Wasserlauf | 261,5                | Indre (3×) | Indre (3×) |
| Abzweig geradeaus und ehemals von links | 263,3                | Bahnstrecke Châteauroux–La Ville-Gozet von La Châtre                                                                   | Bahnstrecke Châteauroux–La Ville-Gozet von La Châtre                                                                   |
| Bahnhof | 264,1                | Châteauroux | 154 m |
| Abzweig geradeaus und nach rechts | 265,8                | Bahnstrecke Joué-lès-Tours–Châteauroux nach Tours                                                                      | Bahnstrecke Joué-lès-Tours–Châteauroux nach Tours                                                                      |
| Strecke mit Straßenbrücke | 270,0                | A 20 | A 20 |
| Haltepunkt / Haltestelle | 276,3                | Luant | 151 m |
| Haltepunkt / Haltestelle | 281,2                | Lothiers | 149 m |
| Tunnel | 288,1                | Tunnel des Roches (1005 m)                                                                                             | Tunnel des Roches (1005 m)                                                                                             |
| Brücke über Wasserlauf | 289,4                | Bouzanne (244 m) | Bouzanne (244 m) |
| Haltepunkt / Haltestelle | 290,2                | Chabenet | 137 m |
| Abzweig geradeaus und ehemals von rechts | 292,6                | Bahnstrecke Port-de-Piles–Argenton-sur-Creuse von Le Blanc                                                             | Bahnstrecke Port-de-Piles–Argenton-sur-Creuse von Le Blanc                                                             |
| Strecke mit Straßenbrücke | 293,1                | A 20 (28 m) | A 20 (28 m) |
| Bahnhof | 295,1                | Argenton-sur-Creuse | 110 m |
| Abzweig geradeaus und ehemals nach links | 295,1                | Bahnstrecke Argenton-sur-Creuse–La Chaussée nach La Châtre                                                             | Bahnstrecke Argenton-sur-Creuse–La Chaussée nach La Châtre                                                             |
| Brücke über Wasserlauf | 296,1                | Creuse (90 m) | Creuse (90 m) |
| Strecke mit Straßenbrücke | 304,5                | A 20 | A 20 |
| ehemaliger Dienststation / Betriebs- oder Güterbahnhof | 305,4                | Celon | 206 m |
| Strecke mit Straßenbrücke | 307,1                | A 20 | A 20 |
| Haltepunkt / Haltestelle | 316,4                | Éguzon | 284 m |
| |                      | | |
| Grenze | ~322,1               | Département Indre / Creuse (3× auf 1500 m) Region Centre-Val de Loire / Nouvelle-Aquitaine                             | Département Indre / Creuse (3× auf 1500 m) Region Centre-Val de Loire / Nouvelle-Aquitaine                             |
| |                      | | |
| Bahnhof | 323,0                | Saint-Sébastien | 323 m |
| Abzweig geradeaus und ehemals nach links | 323,3                | Bahnstrecke Saint-Sébastien–Guéret nach Guéret                                                                         | Bahnstrecke Saint-Sébastien–Guéret nach Guéret                                                                         |
| ehemaliger Bahnhof | 330,3                | Forgevieille | 363 m |
| Bahnhof | 342,1                | La Souterraine | 368 m |
| Tunnel | 344,0                | Tunnel de la Jéraphie (704 m)                                                                                          | Tunnel de la Jéraphie (704 m)                                                                                          |
| Grenze | ~351,1               | Département Creuse / Haute-Vienne (3× auf 960 m)                                                                       | Département Creuse / Haute-Vienne (3× auf 960 m)                                                                       |
| Bahnhof | 351,6                | Fromental | 344 m |
| Abzweig geradeaus und von rechts | 358,5                | Bahnstrecke Mignaloux-Nouaillé–Bersac von Mignaloux-Nouaillé                                                           | Bahnstrecke Mignaloux-Nouaillé–Bersac von Mignaloux-Nouaillé                                                           |
| Brücke über Wasserlauf | 359,0                | Gartempe (Viaduc de Rocherolles, 180 m)                                                                                | Gartempe (Viaduc de Rocherolles, 180 m)                                                                                |
| Bahnhof | 362,2                | Bersac | 364 m |
| Tunnel | 365,4                | Tunnel de Combeau (236 m)                                                                                              | Tunnel de Combeau (236 m)                                                                                              |
| Bahnhof | 368,1                | Saint-Sulpice-Laurière                                                                                                 | 396 m |
| Abzweig geradeaus und nach links |                      | Bahnstrecke Montluçon–Saint-Sulpice-Laurière nach Montluçon                                                            | Bahnstrecke Montluçon–Saint-Sulpice-Laurière nach Montluçon                                                            |
| Tunnel | 369,3                | Tunnel de Saint-Sulpice ou de Laurière (796 m)                                                                         | Tunnel de Saint-Sulpice ou de Laurière (796 m)                                                                         |
| Bahnhof | 375,6                | La Jonchère | 411 m |
| Bahnhof | 383,3                | Ambazac | 381 m |
| Tunnel | 385,4                | Tunnel de Nouaillas 1 (78 m)                                                                                           | Tunnel de Nouaillas 1 (78 m)                                                                                           |
| Tunnel | 385,9                | Tunnel de Nouaillas 2 (88 m)                                                                                           | Tunnel de Nouaillas 2 (88 m)                                                                                           |
| Bahnhof | 389,3                | Les Bardys | 333 m |
| Abzweig geradeaus und von links |                      | Bahnstrecke Le Palais–Eygurande-Merlines von Meymac                                                                    | Bahnstrecke Le Palais–Eygurande-Merlines von Meymac                                                                    |
| ehemaliger Bahnhof | 392,7                | Le Palais | 300 m |
| Brücke | 394,7                | Viaduc du Palais (152 m)                                                                                               | Viaduc du Palais (152 m)                                                                                               |
| Abzweig geradeaus und ehemals von rechts | 39x0.                | geplante LGV Poitiers–Limoges, Abzw. LGV du Palais von Poitiers                                                        | geplante LGV Poitiers–Limoges, Abzw. LGV du Palais von Poitiers                                                        |
| Dienststation / Betriebs- oder Güterbahnhof | 398,2                | Limoges-Puy-Imbert | 267 m |
| Tunnel | 399,6                | (Gewölbte Galerien, 52 m)                                                                                              | (Gewölbte Galerien, 52 m)                                                                                              |
| Brücke | 400,1                | A 20 | A 20 |
| |                      | | |
| Abzweig geradeaus, nach rechts und von rechts | 400,7                | Bahnstrecke Le Dorat–Limoges-Bénédictins von Le Dorat u. Bahnstrecke Limoges-Bénédictins–Angoulême n. Angoulême        | Bahnstrecke Le Dorat–Limoges-Bénédictins von Le Dorat u. Bahnstrecke Limoges-Bénédictins–Angoulême n. Angoulême        |
| |                      | | |
| Bahnhof | 401,2                | Limoges-Bénédictins | 251 m |
| Tunnel | 401,6                | Tunnel des Bénédictins (1024 m)                                                                                        | Tunnel des Bénédictins (1024 m)                                                                                        |
| Abzweig geradeaus und nach rechts | 402,7                | Bahnstrecke Limoges-Bénédictins–Périgueux nach Périgueux                                                               | Bahnstrecke Limoges-Bénédictins–Périgueux nach Périgueux                                                               |
| Brücke über Wasserlauf | 403,4                | Vienne (423 m) | Vienne (423 m) |
| Brücke über Wasserlauf | 404,9                | Valoine (114 m) | Valoine (114 m) |
| Tunnel | 409,1                | Tunnel de Pouzol (880 m)                                                                                               | Tunnel de Pouzol (880 m)                                                                                               |
| Bahnhof | 412,9                | Solignac – Le Vigen | 280 m |
| Brücke | 413,4                | Viaduc du Vigen (211 m)                                                                                                | Viaduc du Vigen (211 m)                                                                                                |
| Tunnel | 415,8                | Tunnel de Gilardeix (314 m)                                                                                            | Tunnel de Gilardeix (314 m)                                                                                            |
| Brücke über Wasserlauf | 417,9                | Roselle (73 m) | Roselle (73 m) |
| Bahnhof | 421,7                | Pierre-Buffière | 275 m |
| Brücke über Wasserlauf | 422,5                | Briance (211 m) | Briance (211 m) |
| Strecke mit Straßenbrücke | 423,3                | A 20 | A 20 |
| ehemaliger Bahnhof | 427,7                | Glanges | 333 m |
| Bahnhof | 433,4                | Magnac – Vicq | 386 m |
| Brücke über Wasserlauf | 436,3                | Petite Briance (284 m)                                                                                                 | Petite Briance (284 m)                                                                                                 |
| Bahnhof | 437,2                | Saint-Germain-les-Belles                                                                                               | 378 m |
| Bahnhof | 443,5                | La Porcherie | 433 m |
| Grenze | ~351,1               | Département Haute-Vienne / Corrèze                                                                                     | Département Haute-Vienne / Corrèze                                                                                     |
| Bahnhof | 448,1                | Masseret | 411 m |
| ehemaliger Bahnhof | 452,4                | Salon-la-Tour | 384 m |
| Bahnhof Streckenende und Streckenanfang | 459,8                | Uzerche | 322 m |
| Strecke · U-Bahn-Strecke nach links |                      | Chemin de fer du PO-Corrèze (POC) nach Tulle                                                                           | Chemin de fer du PO-Corrèze (POC) nach Tulle                                                                           |
| Brücke über Wasserlauf | 461,5                | Bradascou (2× 101 m)                                                                                                   | Bradascou (2× 101 m)                                                                                                   |
| Brücke über Wasserlauf | 463,7                | Vézère (Viaduc du Gour Noir, 115 m)                                                                                    | Vézère (Viaduc du Gour Noir, 115 m)                                                                                    |
| Strecke mit Straßenbrücke | 464,8                | A 20 | A 20 |
| Tunnel | 467,3                | Tunnel de Vigeois (366 m)                                                                                              | Tunnel de Vigeois (366 m)                                                                                              |
| Bahnhof | 468,2                | Vigeois | 269 m |
| Tunnel | 470,0                | Tunnel de Viallevaleix (552 m)                                                                                         | Tunnel de Viallevaleix (552 m)                                                                                         |
| Brücke über Wasserlauf | 470,6                | Brézou (31 m) | Brézou (31 m) |
| Tunnel | 470,8                | Tunnel du Grand Bleygeat (675 m)                                                                                       | Tunnel du Grand Bleygeat (675 m)                                                                                       |
| Tunnel | 470,9                | Tunnel de Graterogne (238 m)                                                                                           | Tunnel de Graterogne (238 m)                                                                                           |
| Tunnel | 471,5                | Tunnel du Petit Bleygeat (169 m)                                                                                       | Tunnel du Petit Bleygeat (169 m)                                                                                       |
| Tunnel | 473,6                | Tunnel de Theil 1 (127 m)                                                                                              | Tunnel de Theil 1 (127 m)                                                                                              |
| Tunnel | 473,8                | Tunnel de Theil 2 (94 m)                                                                                               | Tunnel de Theil 2 (94 m)                                                                                               |
| Tunnel | 474,5                | Tunnel de Cabirol (314 m)                                                                                              | Tunnel de Cabirol (314 m)                                                                                              |
| Tunnel | 475,0                | Tunnel de Comborn (658 m)                                                                                              | Tunnel de Comborn (658 m)                                                                                              |
| ehemaliger Bahnhof | 476,4                | Estivaux | 201 m |
| Tunnel | 476,8                | Tunnel de Freyssinet (416 m)                                                                                           | Tunnel de Freyssinet (416 m)                                                                                           |
| Brücke über Wasserlauf | 477,7                | Vézère (45 m) | Vézère (45 m) |
| Tunnel | 478,0                | Tunnel de Biard (426 m)                                                                                                | Tunnel de Biard (426 m)                                                                                                |
| Tunnel | 478,9                | Tunnel du Pouch (157 m)                                                                                                | Tunnel du Pouch (157 m)                                                                                                |
| Brücke über Wasserlauf | 479,1                | Vézère (48 m) | Vézère (48 m) |
| Tunnel | 480,0                | Tunnel de Saillant (197 m)                                                                                             | Tunnel de Saillant (197 m)                                                                                             |
| Bahnhof | 483,5                | Allassac | 160 m |
| Brücke über Wasserlauf | 487,0                | Clan (153 m) | Clan (153 m) |
| ehemaliger Bahnhof | 488,2                | Donzenac | 148 m |
| Brücke über Wasserlauf | 491,6                | Maumont (34 m) | Maumont (34 m) |
| Strecke mit Straßenbrücke | 492,1                | A 20 | A 20 |
| ehemaliger Bahnhof | 492,9                | Ussac | 110 m |
| Brücke über Wasserlauf | 496,0                | Corrèze (47 m) | Corrèze (47 m) |
| Abzweig geradeaus und von rechts | 498,5                | Bahnstrecke Nexon–Brive-la-Gaillarde von Nexon                                                                         | Bahnstrecke Nexon–Brive-la-Gaillarde von Nexon                                                                         |
| Abzweig geradeaus und von rechts | 498,6                | Bahnstrecke Coutras–Tulle von Périgueux                                                                                | Bahnstrecke Coutras–Tulle von Périgueux                                                                                |
| Bahnhof | 500,0                | Brive-la-Gaillarde | 143 m |
| Abzweig geradeaus und nach links | 500,3                | Bahnstrecke Coutras–Tulle nach Tulle                                                                                   | Bahnstrecke Coutras–Tulle nach Tulle                                                                                   |
| Abzweig geradeaus und nach links | 500,4                | Bahnstrecke Brive-la-Gaillarde–Toulouse-Matabiau nach Capdenac                                                         | Bahnstrecke Brive-la-Gaillarde–Toulouse-Matabiau nach Capdenac                                                         |
| Tunnel | 501,0                | Tunnel de Saint-Antoine (1097 m)                                                                                       | Tunnel de Saint-Antoine (1097 m)                                                                                       |
| Tunnel | 503,0                | Tunnel du Planchetorte (266 m)                                                                                         | Tunnel du Planchetorte (266 m)                                                                                         |
| Brücke | 503,7                | Viaduc de Ligniroux (93 m)                                                                                             | Viaduc de Ligniroux (93 m)                                                                                             |
| Brücke | 504,8                | Viaduc de Lamouroux (102 m)                                                                                            | Viaduc de Lamouroux (102 m)                                                                                            |
| Tunnel | 506,1                | Tunnel de Noailles (852 m)                                                                                             | Tunnel de Noailles (852 m)                                                                                             |
| Strecke mit Straßenbrücke | 506,8                | A 20 | A 20 |
| ehemaliger Bahnhof | 507,9                | Noailles | 201 m |
| Tunnel | 510,8                | Tunnel de Fontille (202 m)                                                                                             | Tunnel de Fontille (202 m)                                                                                             |
| ehemaliger Bahnhof | 512,9                | Chasteaux | 246 m |
| Tunnel | 513,2                | Tunnel de Murel (196 m)                                                                                                | Tunnel de Murel (196 m)                                                                                                |
| |                      | | |
| Grenze | ~519,2               | Département Corrèze / Lot Region Nouvelle-Aquitaine / Okzitanien                                                       | Département Corrèze / Lot Region Nouvelle-Aquitaine / Okzitanien                                                       |
| |                      | | |
| Bahnhof | 520,0                | Gignac – Cressensac | 292 m |
| Tunnel | 523,8                | Tunnel de Montagnac (105 m)                                                                                            | Tunnel de Montagnac (105 m)                                                                                            |
| Tunnel | 526,0                | Tunnel des Perriers (417 m)                                                                                            | Tunnel des Perriers (417 m)                                                                                            |
| Tunnel | 529,9                | Tunnel de Touron (99 m)                                                                                                | Tunnel de Touron (99 m)                                                                                                |
| Brücke | 530,9                | Viaduc du Boulet (476 m)                                                                                               | Viaduc du Boulet (476 m)                                                                                               |
| Tunnel | 531,8                | Tunnel du Boulet (417 m)                                                                                               | Tunnel du Boulet (417 m)                                                                                               |
| Tunnel | 532,4                | Tunnel de la Forge (291 m)                                                                                             | Tunnel de la Forge (291 m)                                                                                             |
| Brücke | 533,3                | Viaduc du Sorbier (114 m)                                                                                              | Viaduc du Sorbier (114 m)                                                                                              |
| Brücke über Wasserlauf | 535,0                | Viaduc de Lamothe (Blagour) (573 m)                                                                                    | Viaduc de Lamothe (Blagour) (573 m)                                                                                    |
| Abzweig geradeaus und ehemals von links | 536,3                | Bahnstrecke Souillac–Viescamp-sous-Jallès v. St-Denis-près-Martel                                                      | Bahnstrecke Souillac–Viescamp-sous-Jallès v. St-Denis-près-Martel                                                      |
| Brücke über Wasserlauf | 536,8                | Viaduc de la Borrèze (571 m)                                                                                           | Viaduc de la Borrèze (571 m)                                                                                           |
| Bahnhof | 537,0                | Souillac | 126 m |
| Brücke | 537,8                | Viaduc de Présignac (150 m)                                                                                            | Viaduc de Présignac (150 m)                                                                                            |
| Brücke | 538,4                | Viaduc des Marjaudes (225 m)                                                                                           | Viaduc des Marjaudes (225 m)                                                                                           |
| Grenze | ~540,1               | Département Lot / Dordogne                                                                                             | Département Lot / Dordogne                                                                                             |
| Tunnel | 540,4                | Tunnel du Pas-de-Raysse (280 m)                                                                                        | Tunnel du Pas-de-Raysse (280 m)                                                                                        |
| ehemaliger Bahnhof | 541,7                | Cazoulès | 101 m |
| Abzweig geradeaus und ehemals nach rechts | 542,3                | Bahnstrecke Siorac-en-Périgord–Cazoulès nach Sarlat                                                                    | Bahnstrecke Siorac-en-Périgord–Cazoulès nach Sarlat                                                                    |
| Brücke über Wasserlauf | 543,5                | Dordogne (200 m) | Dordogne (200 m) |
| ehemaliger Bahnhof | 543,8                | La Chapelle-de-Mareuil                                                                                                 | 98 m |
| Grenze | ~546,2               | Département Dordogne / Lot                                                                                             | Département Dordogne / Lot                                                                                             |
| ehemaliger Bahnhof | 548,5                | Lamothe-Fénelon | 144 m |
| Tunnel | 551,2                | Tunnel de la Tuilerie (637 m)                                                                                          | Tunnel de la Tuilerie (637 m)                                                                                          |
| ehemaliger Bahnhof | 554,0                | Anglars-Nozac | 175 m |
| Abzweig geradeaus und ehemals von rechts | 558,8                | Bahnstrecke Carsac–Gourdon von Sarlat                                                                                  | Bahnstrecke Carsac–Gourdon von Sarlat                                                                                  |
| Bahnhof | 559,4                | Gourdon | 210 m |
| Tunnel | 559,7                | Tunnel de Gourdon (129 m)                                                                                              | Tunnel de Gourdon (129 m)                                                                                              |
| ehemaliger Bahnhof | 565,8                | Saint-Clair | 170 m |
| Tunnel | 570,3                | Tunnel de Marot (1036 m)                                                                                               | Tunnel de Marot (1036 m)                                                                                               |
| Bahnhof | 571,8                | Dégagnac | 227 m |
| Tunnel | 573,4                | Tunnel de Cabannes (854 m)                                                                                             | Tunnel de Cabannes (854 m)                                                                                             |
| Tunnel | 576,7                | Tunnel de Vayrières (417 m)                                                                                            | Tunnel de Vayrières (417 m)                                                                                            |
| ehemaliger Bahnhof | 577,5                | Thédirac – Peyrilles                                                                                                   | 278 m |
| Tunnel | 579,6                | Tunnel de Roques (1761 m)                                                                                              | Tunnel de Roques (1761 m)                                                                                              |
| Brücke | 584,8                | Viaduc de Saint-Denis (81 m)                                                                                           | Viaduc de Saint-Denis (81 m)                                                                                           |
| Dienststation / Betriebs- oder Güterbahnhof | 585,2                | Saint-Denis-Catus | 210 m |
| Tunnel | 585,3                | Tunnel de Saint-Denis-Catus (710 m)                                                                                    | Tunnel de Saint-Denis-Catus (710 m)                                                                                    |
| Brücke | 589,3                | Viaduc de Calamane (310 m)                                                                                             | Viaduc de Calamane (310 m)                                                                                             |
| ehemaliger Bahnhof | 591,6                | Espère – Caillac | 150 m |
| Tunnel | 592,8                | Tunnel de Mercues (295 m)                                                                                              | Tunnel de Mercues (295 m)                                                                                              |
| Abzweig geradeaus und ehemals von rechts | 593,3                | Bahnstrecke Monsempron-Libos–Cahors von Monsempron                                                                     | Bahnstrecke Monsempron-Libos–Cahors von Monsempron                                                                     |
| Bahnhof | 600,1                | Cahors | 120 m |
| Brücke über Wasserlauf | 601,1                | Eisenbahnbrücke Cahors über den Lot (193 m)                                                                            | Eisenbahnbrücke Cahors über den Lot (193 m)                                                                            |
| Abzweig geradeaus und ehemals nach links | 601,2                | Bahnstrecke Cahors–Capdenac nach Capdenac                                                                              | Bahnstrecke Cahors–Capdenac nach Capdenac                                                                              |
| Brücke | 602,4                | Viaduc de Fontanet (238 m)                                                                                             | Viaduc de Fontanet (238 m)                                                                                             |
| ehemaliger Bahnhof | 605,1                | Sept-Ponts | 166 m |
| Brücke | 605,3                | Viaduc des Sept-Ponts (166 m)                                                                                          | Viaduc des Sept-Ponts (166 m)                                                                                          |
| Tunnel | 610,5                | Tunnel de Pouzergues (866 m)                                                                                           | Tunnel de Pouzergues (866 m)                                                                                           |
| Tunnel | 613,0                | Tunnel de Queyran (118 m)                                                                                              | Tunnel de Queyran (118 m)                                                                                              |
| ehemaliger Bahnhof | 613,6                | Cieurac | 246 m |
| Strecke mit Straßenbrücke | 6160.                | A 20 | A 20 |
| Bahnhof | 617,9                | Lalbenque-Fontanes | 240 m |
| Brücke | 619,4                | A 20 (32 m) | A 20 (32 m) |
| Grenze | ~625,2               | Département Lot / Tarn-et-Garonne                                                                                      | Département Lot / Tarn-et-Garonne                                                                                      |
| ehemaliger Bahnhof | 625,7                | Montpezat-de-Quercy | 209 m |
| Tunnel | 627,3                | Tunnel de Viandes (603 m)                                                                                              | Tunnel de Viandes (603 m)                                                                                              |
| Brücke | 628,7                | Viaduc de Malminot (164 m)                                                                                             | Viaduc de Malminot (164 m)                                                                                             |
| ehemaliger Bahnhof | 635,1                | Borredon | 138 m |
| Brücke über Wasserlauf | 639,9                | Lère (19 m) | Lère (19 m) |
| Bahnhof | 640,0                | Caussade | 109 m |
| ehemaliger Bahnhof | 647,0                | Réalville | 96 m |
| Brücke über Wasserlauf | 650,4                | Aveyron (77 m) | Aveyron (77 m) |
| Bahnhof | 650,7                | Albias | 91 m |
| Strecke mit Straßenbrücke | 653,3                | A 20 | A 20 |
| ehemaliger Bahnhof | 655,9                | Fonneuve | 89 m |
| Strecke von links (außer Betrieb) · Kreuzung geradeaus oben · Strecke quer | 661,6                | Bahnstrecke Lexos–Montauban-Ville-Bourbon von Lexos                                                                    | Bahnstrecke Lexos–Montauban-Ville-Bourbon von Lexos                                                                    |
| | 662,7                | Tarn (225 m) | Tarn (225 m) |
| Abzweig quer und nach links · Abzweig geradeaus und von rechts |                      | Bahnstrecke Bordeaux–Sète von Bordeaux                                                                                 | Bahnstrecke Bordeaux–Sète von Bordeaux                                                                                 |
| Bahnhof | 663,4 205,9          | Montauban-Ville-Bourbon                                                                                                | 86 m |
| Abzweig geradeaus und ehemals nach links |                      | Bahnstrecke Montauban-Ville-Bourbon–La Crémade nach St-Sulpice                                                         | Bahnstrecke Montauban-Ville-Bourbon–La Crémade nach St-Sulpice                                                         |
| |                      | Bahnstrecke Bordeaux–Sète nach Toulouse-Matabiau                                                                       | |

Die Bahnstrecke Les Aubrais-Orléans–Montauban-Ville-Bourbon ist eine der wichtigsten Magistralen des französischen Eisenbahnnetzes. Sie ist 544 Kilometer lang, doppelspurig ausgebaut und elektrifiziert und gilt als eine der zuletzt gebauten Hauptverkehrsstrecken, weil sie erst 1893 fertiggestellt wurde. Von Paris kommend bildet sie die Hauptachse und damit die kürzeste Verbindung zur viertgrößten Stadt Frankreichs, Toulouse. Mit dem Bau und der Eröffnung einer möglichen LGV-Strecke nach Bordeaux würde sie obsolet.

## Geschichte

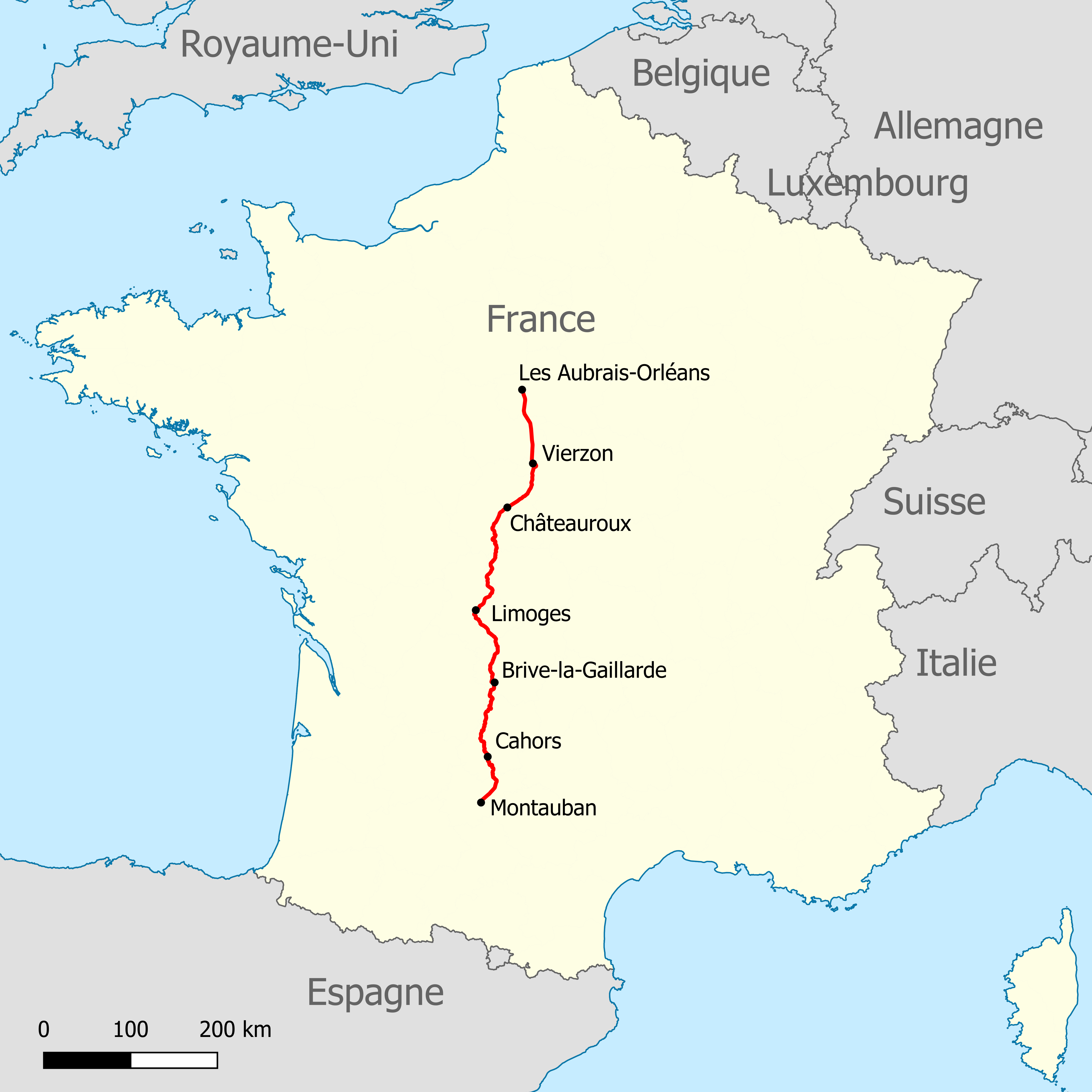
Streckenverlauf

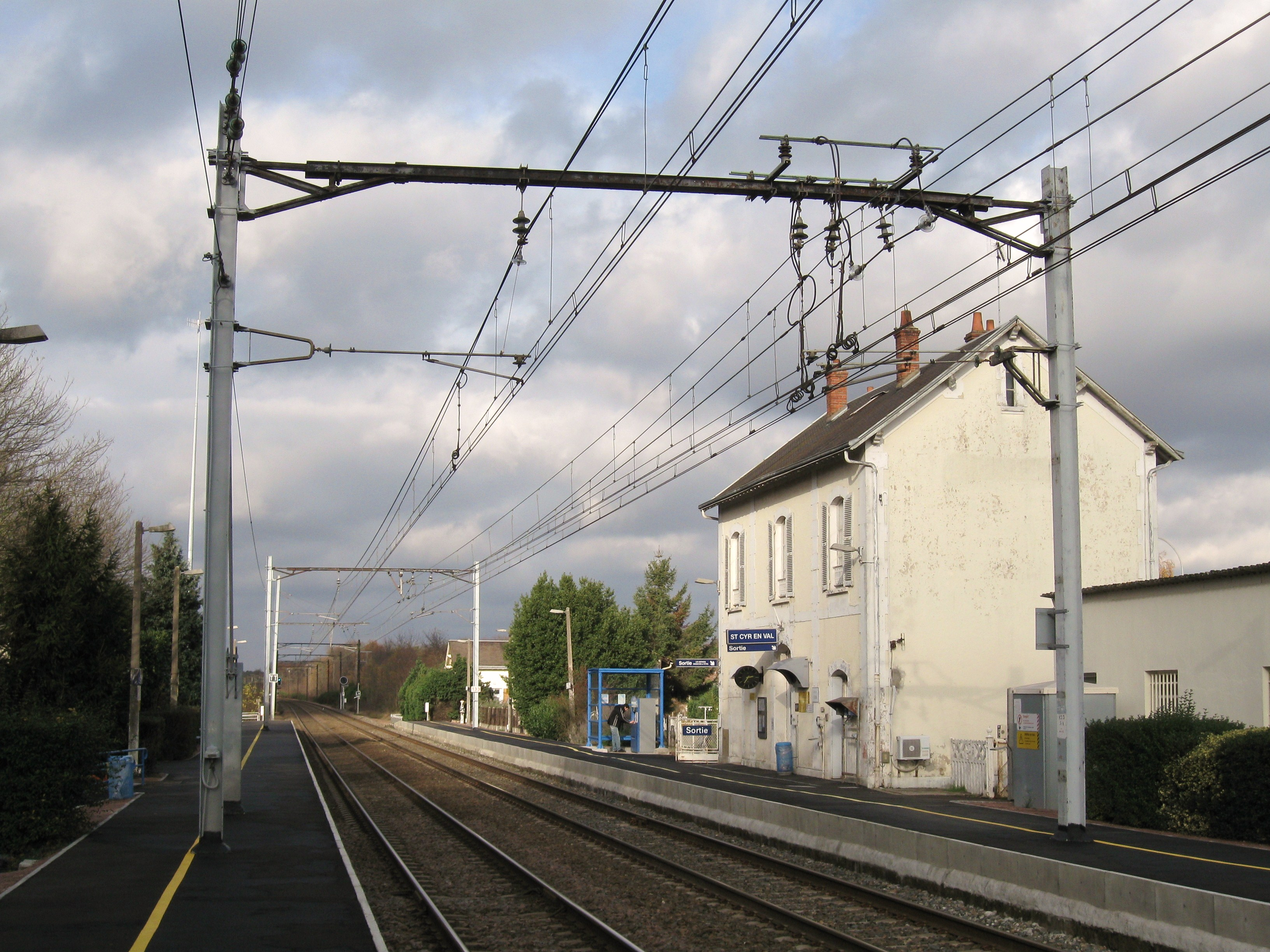
Bahnhof Saint-Cyr-en-Val, 2005

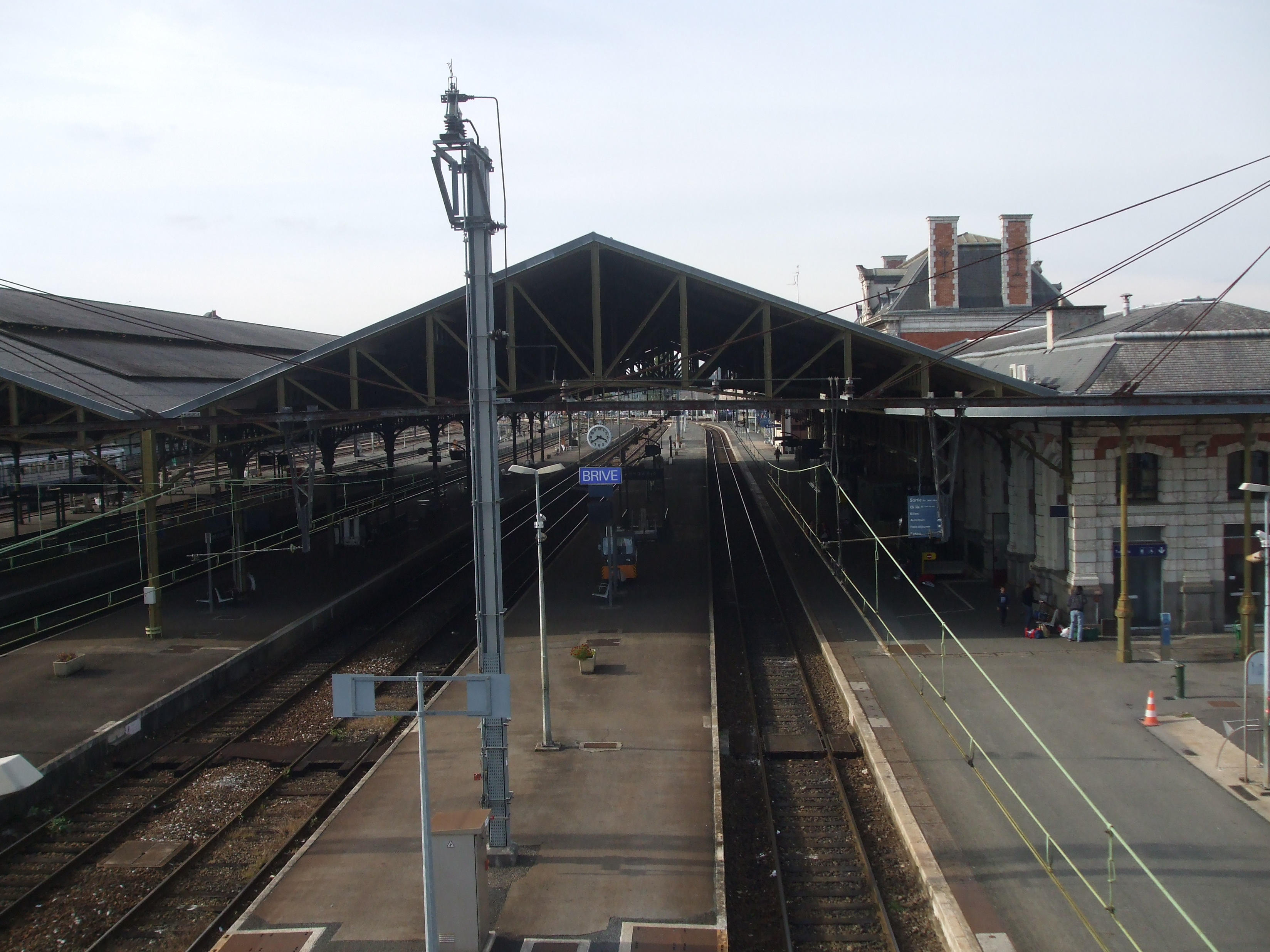
Bahnhof Brive-la-Gaillarde

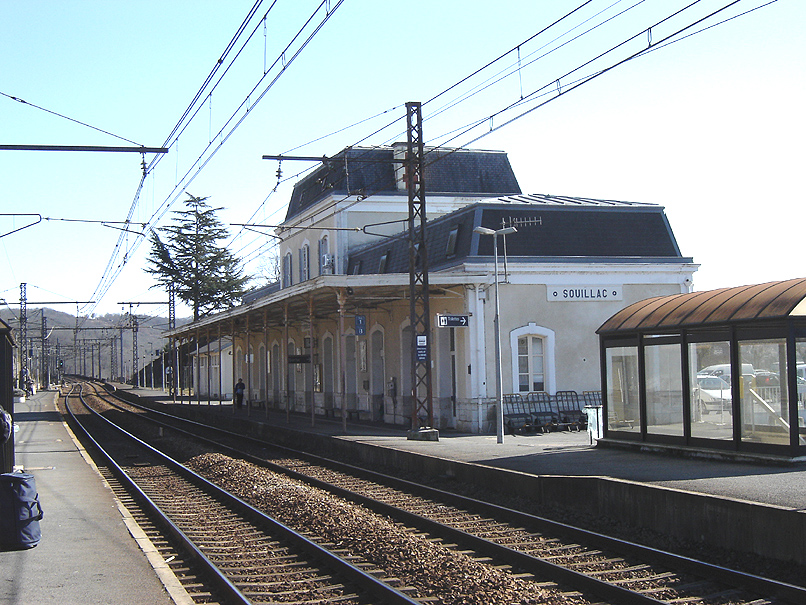
Bahnhof Souillac, 2008

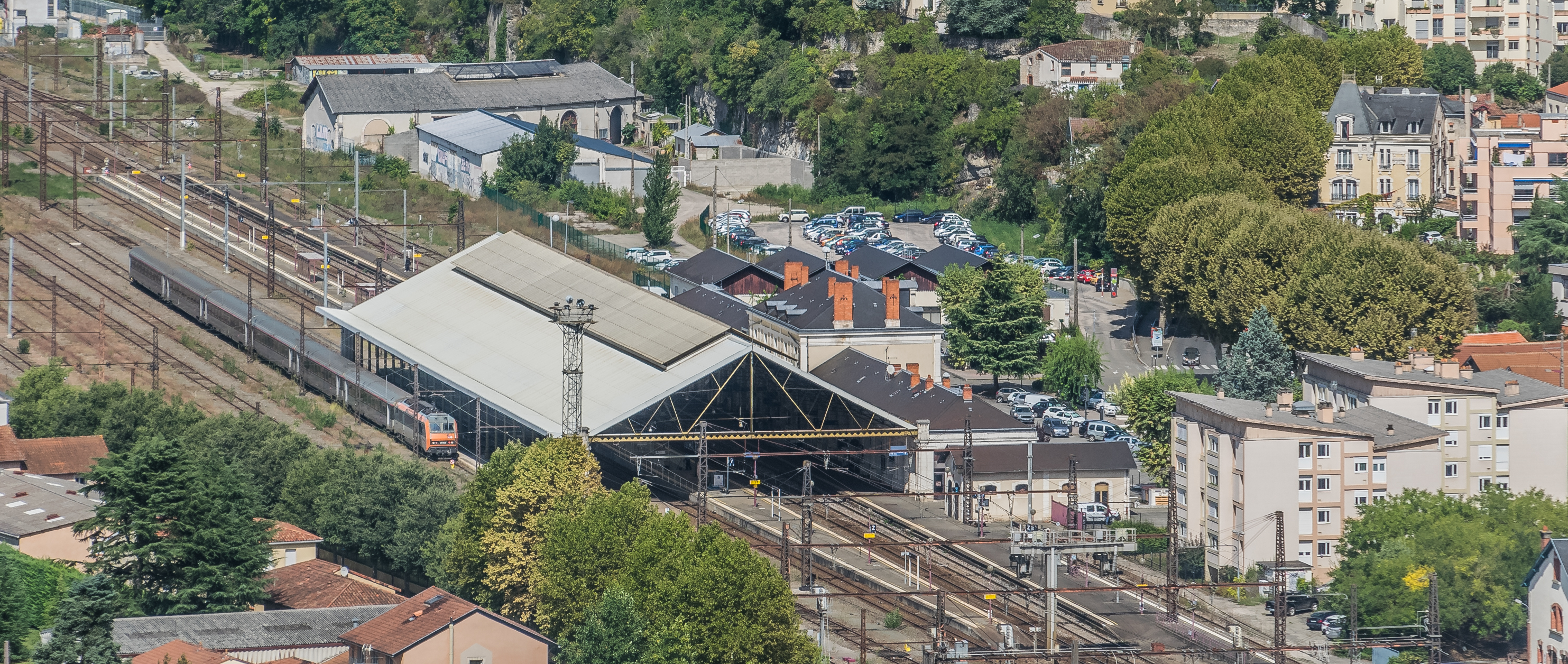
Bahnhof Cahors

Am 11. Juni 1842 wurde ein Gesetz erlassen, das den Bau dieser Strecke von Paris kommend ins „Innere von Frankreich“ ermöglichte. Von Anfang an war klar, dass diese Trasse über Vierzon sowohl Clermont-Ferrand als auch Toulouse und damit nach den Worten Friedrich Wilhelm von Redens den „Zwischenraum zwischen den beiden großen Bahnlinien von Paris nach dem Mittelmeere und von Paris nach der spanischen Grenze […], welche, als die Mitte Frankreichs, von aller Kommunikation mittelst Eisenbahnen abgeschnitten“ sei, erschließen sollte. Der Plan einer Expertenkommission im Ministerium für öffentliche Arbeiten empfahl, die Strecke in Vierzon zu gabeln, um einerseits die westliche Landfläche in Richtung Limoges und Toulouse abzudecken – die diese Strecke betrifft – andererseits den östlichen Teil über Bourges und Clermont – der Bahnstrecke Vierzon–Saincaize bedienen zu können. Die Deputiertenkammer lehnte mehrheitlich einen dritten, zuvor unterbreiteten Vorschlag ab und verabschiedete am 26. Juli 1844 ein Gesetz für die Finanzierung dieser beiden Streckenäste. Das Gesamtvolumen betrug 20,8 Mio. Franc, wovon etwas weniger als die Hälfte, nämlich 7,8 Mio. Franc auf den Abschnitt Vierzon–Châteauroux entfiel. Zusätzlich war der Staat bereit, die Strecke Orléans–Vierzon für 12 Mio. Franc selbst zu bauen. Am 9. Oktober 1844 erhielt eine Bietergesellschaft für 40 Jahre die Konzession zum Betrieb der Strecke. Während der Staat für die Zurverfügungstellung der notwendigen Flächen einschließlich Trassierung und den Bau der notwendigen Bauwerke verantwortlich war, hatte die Personengesellschaft die Aufgabe, die Gleise, den Oberbau und den Maschinenpark bereitzustellen. Dazu gehörten auch Zäune, Geländer, Gräben, Hecken usw.
Die dafür notwendige Gesellschaft unter der Leitung von François Bartholoni wurde zeitgleich am 26. Juli 1844 mit einem Kapital von 33 Mio. Franc, aufgeteilt in 66000 Aktien, gegründet. Sie bestand nur bis zum 27. März 1852 und wurde zusammen mit weiteren Gesellschaften zur Compagnie du chemin de fer de Paris à Orléans (P.O.) weiterhin unter der Führung Bartholonis fusioniert. Die Konzession wurde an die neue Gesellschaft übertragen.
Der erste Abschnitt, der eine durchgehende Verbindung von Paris ermöglichte, konnte am 15. November 1847 eröffnet werden. Dazu gehörte der 60 km lange Abschnitt bis Châteauroux. Es folgten am 2. Mai 1854 die 31 km bis Argenton, 106 km am 2. Juni 1856 bis Limoges. Inzwischen war Toulouse auf anderem Wege per Bahn erreichbar und die Arbeiten stockten. Zudem investierte die P.O. stärker in andere Strecken wie beispielsweise den Bau der topografisch einfacher zu realisierenden Bahnstrecke Paris–Bordeaux. Mit dem Freycinet-Plan von 1878, bei dem der Ausbau bis an Position 99 von 181 stand, nahm das Projekt erneut Fahrt auf. Der Abschnitt von Limoges nach Brive-la-Gaillarde über Uzerche, Brive-la-Gaillarde und Montauban wurde daraufhin vom Staat zahlungskräftig unterstützt. Die Vereinbarung, die der P.O. mithilfe öffentlicher Gelder Unterstützung beim Bau der Strecke zusichert, wird vom Minister für öffentliche Arbeiten und dem Unternehmen am 28. Juni 1883 unterzeichnet und am 20. November gesetzlich genehmigt. Erst 1893 war der Bau vollendet.
Diese Strecke war die letzte der wichtigsten französischen Strecken, da sie erst im letzten Jahrzehnt des neunzehnten Jahrhunderts fertiggestellt wurde. Später gab es keine Eröffnungen so langer Strecken mehr. Die Gesamtstrecke von Paris nach Toulouse, in der diese Bahnstrecke einen Teil darstellt, ist 713 km lang.
Von 1926 an wurde die Strecke sukzessive elektrifiziert, zunächst zwischen Orléans-Les Aubrais und Vierzon, 1935 bis Brive-la-Gaillarde und 1943 der restliche Abschnitt bis Montauban. Heute ist die Strecke zusätzlich mit automatischer Blocksignalisierung (BAL) ausgestattet.
Zwischen 1967 und 1991 war diese Bahnstrecke die schnellste Verbindung zwischen Paris und Toulouse, weil hier die 1.-Klasse-Capitole-Züge verkehrten, die mit bis zu 200 km/h die Gesamtstrecke in sechseinhalb Stunden bewältigten.

## Streckenverlauf

### Orléans – Limoges
Die Bahnstrecke nimmt im Orléanser Vorort Fleury-les-Aubrais ihren Ausgang, der samt seinem Knotenbahnhof am Westrand des riesigen Forêt d'Orléans unmittelbar nördlich der Loireniederung liegt. Das Stadtzentrum von Orléans wird östlich umfahren, die Loire überbrückt und in sehr gestrecktem Verlauf die Landschaft Sologne südwärts bis Vierzon durchmessen: Es handelte sich dabei ab 1967 um den ersten im Alltagsbetrieb mit bis zu 200 km/h befahrenen Abschnitt der SNCF.
Nach dem Knotenbahnhof Vierzon-Ville werden in weitem Bogen südostwärts die Yèvre, der Canal de Berry sowie der Cher und deren Niederung überbrückt, Richtung Südwesten in die Senke des Arnon eingeschwenkt und ab etwa Reuilly jener des Théols gefolgt. Südwestlich von Issoudun wird dem Vignole bereits an den nordwestlichen Ausläufern des Zentralmassivs gefolgt und schließlich Châteauroux an der Indre erreicht. Die nun folgende Passage an den Oberlauf der Creuse, neuerlich am auslaufenden Zentralmassiv entlang, nutzt flache Gerinnesenken, ehe die Nördliche Talflanke der Bouzanne im Tunnel des Roches (unmittelbar darauf der Fluss) und die Creuse in Argenton-sur-Creuse gequert werden. Der weitere Aufstieg ins Zentralmassiv wird nun auch am Westhang des Creusetals (und einem Seitental, dem des Ris) in Angriff genommen und etwa ab Celon auf dem breiten Geländerücken zwischen dem Einzugsgebiet der Creuse und jenem des Abloux südwärts trassiert, wobei der Verlängerung des Höhenzugs zwischen – grob – westlich dem Oberen Einzugsgebiet der Benaize und östlich jenem der Sédelle bis etwa La Souterraine gefolgt wird.
Weiter Richtung Okzitanien werden die nach Westen hin abfließenden Oberläufe der Semme und der Gartempe tangiert und letztere im Viaduc de Rocherolles überfahren. Etwas weiter südlich gelangt die Bahntrasse an die nordöstlichen Abhänge eines markanten Höhenzugs, der auch den Bois des Echelles trägt, und durchtunnelt nach Saint-Sulpice-Laurière im gleichnamigen Tunnel den Col de la Roche zum Einzugsgebiet des Taurion hin. In dessen nordwestlichen Hinterland, unter Querung des Beuvreix bei Ambazac, erfolgt der Abstieg nach Limoges ins Tal der Vienne.

### Limoges – Brive-la-Gaillarde
Vom Bahnhof Limoges-Bénédictins aus wird zunächst der Ostsaum der Altstadt im Tunnel des Bénédictins unterfahren, sodann die Vienne südostwärts überbrückt und über Seitenfurchen an den Nordabhang des Briancetals bei Solignac gelangt. In dieser Lage wurde die Bahnstrecke bis Pierre-Buffière verlegt, wo sie ins Tal des Blanzou wechselt und an dessen Talwurzel wieder ins Oberste Briancetal (Viaduc de St-Germain) führt. Der Kulminationspunkt zum Übergang – im hügeligen Terrain – ins Einzugsgebiet der Vézère bei La Porcherie markiert den Abstieg in einer Seitenfurche zum Tal des Bradascou (Bahnhof von Uzerche) und kurz darauf ins eigentliche (nun größtenteils schwach besiedelte) Vézèretal, das an seiner Ostflanke teils unter durchtunnelten Abkürzungen von engen Flussschleifen bis zur Talweitung vor Allasac benützt wird. Im Bassin von Brive-la-Gaillarde wechselt die Bahnstrecke in die Senke des Clan, in welcher etwas weiter südlich, nach Überbrückung der Corrèze, der Knotenbahnhof Brive-la-Gaillarde im Corrèzetal erreicht wird.

### Brive-la-Gaillarde – Montauban
Von hier aus beginnt der Aufstieg in die Causses du Quercy: Zunächst in die Causse corrézien, in die über Gewässerfurchen und untertunnelte Höhenrücken kurvenreich etwa 150 Höhenmeter bis Cressensac-Sarrazac zu bewältigen sind, woraufhin der Abstieg ins Dordognetal bei Souillac (Viaduc de la Borrèze) erfolgt, das Flusstal kurz westwärts genutzt wird und man wieder Richtung Süden, unter Querung der Dordogne, ins Seitental des Tournefeuille einbiegt. Die Bahnstrecke steigt nun in die Causse-Landschaft der Bouriane auf, passiert Gourdon unter Anlage im Tal des Bléou und steigt in Seitengräben wieder mit einigen Untertunnelungen weiter auf bis zum Bahnhof Thédirac-Peyrilles, von wo aus es hinunter in die Längsfurche des Vert beim Bahnhof Saint-Denis-Catus geht. Nach Durchbohrung der Geländeschulter zum Rouby führt die Trasse entlang Letzterem in das Tal des Lot an seiner Nordflanke und damit ist Cahors erreicht. In Cahors wird der Lot südwärts überbrückt und in Seitenfurchen bergauf bis zum Übertritt (Tunnel de Pouzergues) bei Cieurac an die Oberläufe des Tréboulou gelangt; zusammen mit der Autoroute A 20 werden nun Richtung Süden westwärts auslaufende Höhenzüge des Zentralmassivs sowie Oberläufe (zum Beispiel des Lemboulas) in das hydrographische Revier der Lère hinein durchschnitten. Ab Caussade geht es sehr geradlinig gebaut bis zum Endpunkt Montauban in der Niederung des Tarn weiter, wobei sich die Bahnstrecke ab etwa Réalville teils noch der Ebene des Aveyron befindet. In Montauban wird, nach Überbrückung des Tarn, von Nordwesten in die Magistrale Bordeaux–Sète eingefädelt.

## Verkehr
Der Nahverkehr wird von den drei Regionalgesellschaften TER Centre-Val de Loire, TER Nouvelle-Aquitaine und TER Occitanie versorgt. Darüber hinaus verkehren Intercity-Züge, die sowohl tags als auch nachts unterwegs sind. Außerdem wird auf der Strecke Güterverkehr abgewickelt.